# Аба (дреха)
Вижте пояснителната страница за други значения на Аба.
Аба̀та, наричана също салтамарка, е горна мъжка дреха от българската чернодрешна традиционна носия. Дълга е до кръста, отворена отпред и с прави ръкави, без яка или със съвсем малка яка. По кантовете ѝ има линеарни гайтанови елементи. Всекидневните аби обикновено са от небоядисан светлокафяв вълнен плат, а празничните — от черен шаяк.